# Ruby Murray
Ruby Murray (Belfast, 29 de Março de 1935 – 17 de Dezembro de 1996) foi uma das cantoras mais populares no Reino Unido e na Irlanda nos anos 50. Em 1955 apenas conseguiu colocar sete singles nas dez faixas mais vendidas em território britânico.